# Excorallana bicornis
Excorallana bicornis is een pissebed uit de familie Corallanidae. De wetenschappelijke naam van de soort is voor het eerst geldig gepubliceerd in 1974 door Lemos de Castro & Lima.